# Фёдоровка (Полесская поселковая община)
Фёдоровка (укр. Федорівка) — село, входит в Полесский район Киевской области Украины.
Население по переписи 2001 года составляло 152 человека. Почтовый индекс — 07024. Телефонный код — 4592. Занимает площадь 4 км². Код КОАТУУ — 3223588005.

## Местный совет
07024, Киевская область, Поліський р-н, с. Радинка, вул. Піонерська, 21